# Paroxya recta
Paroxya recta är en insektsart som beskrevs av Scudder, S.H. 1877. Paroxya recta ingår i släktet Paroxya och familjen gräshoppor. Inga underarter finns listade i Catalogue of Life.